# Rêves parisiens
Les Rêves parisiens sont deux mélodies d'Augusta Holmès composée en 1886 et 1892

## Composition
Augusta Holmès compose les Rêves parisiens en 1886 pour Souvenir et en 1892 pour Journée fleurie, sur un poème qu'elle écrit elle-même. L'œuvre est dédiée à Eugène Cougoul. Elle est publiée la même année aux éditions Léon Grus.

## Structure
1. Souvenir
2. Journée fleurie

## Réception
Jacques de Sancère note que la Journée fleurie est un bel exemple des mélodies d'Augusta Holmès.